# Филипповская (Няндомский район)
Филипповская — деревня в Няндомском районе Архангельской области.

## География
Находится в юго-западной части Архангельской области на расстоянии приблизительно 34 км на восток-северо-восток по прямой от административного центра района города Няндома на западном берегу озера Большое Мошинское.

## История
В 1873 году здесь было учтено 7 дворов, в 1905 — 11. Тогда деревня входила в Каргопольский уезд Олонецкой губернии. До 2022 года входила в Мошинское сельское поселение до его упразднения.

## Население
Численность населения: 41 человек (1873 год), 65 (1905), 6 (русские 100 %) в 2002 году, 1 в 2010.